# Alfons Hetmanek
Alfons Hetmanek (* 7. August 1890 in Wien; † 1. Mai 1962 ebenda) war ein österreichischer Architekt.

## Ausbildung
Alfons Hetmanek begann nach Absolvierung der Pflichtschule 1904 eine Lehre zum Maurer und besuchte daneben die Staatsgewerbeschule, die er 1909 mit der Reifeprüfung abschloss. Er wurde 1908 Mitglied der Wiener Burschenschaft Aldania. Danach war er bei Architekt Oskar Reinhart als Bauzeichner und von 1910 bis 1911 im Büro der Architekten Hubert und Franz Gessner beschäftigt. Von 1912 bis 1915 absolvierte er seine Ausbildung an der Akademie der Bildende Künste in der Meisterklasse Otto Wagners, die er mit dem Spezialschulpreis der Akademie der bildende Künste beendete.

## Beruflicher Werdegang
Im Jahr 1916 meldete sich Hetmanek zum freiwilligen Militärdienst an der russischen Front, wo er in Kriegsgefangenschaft geriet, sich aus dieser befreien konnte und schließlich 1918 als Fähnrich ausgemustert wurde.
Gemeinsam mit seinem Studienkollegen Franz Kaym gestaltete er 1919 die Publikation „Wohnstätten für Menschen, heute und morgen“, die als theoretische Grundlage zur Wiener Siedlerbewegung angesehen werden kann. Hetmanek trat 1920 der Zentralvereinigung der Architekten bei und gründete im selben Jahr mit Kaym eine Bürogemeinschaft.
Kaym und Hetmanek erhielten in den darauffolgenden Jahren mehrere Aufträge der Stadt Wien, wie die Errichtung der Siedlung „Am Flötzersteig“ und der Siedlung Weißenböckstraße. Gleichzeitig entwarfen sie Schul- und Freizeitanlagen sowie Erweiterungen bestehender Industrieanlagen in Niederösterreich und dem Burgenland. 1923 erhielten sie im Rahmen der Wiener Kleingarten-, Siedlungs- und Wohnbauausstellung den Ehrenpreis der Stadt Wien.
1927 absolvierte Hetmanek die Ziviltechnikerprüfung und erhielt die Befugnis eines Ziviltechnikers. Seit dem Jahr 1929 war er Mitglied diverser Komitees des Künstlerhauses. 1935 kam es zur Auflösung der Bürogemeinschaft mit Kaym.
Während des Nationalsozialismus war Hetmanek vom Militärdienst freigestellt und hauptsächlich in der landwirtschaftlichen Kriegsplanung tätig. Während dieser Zeit nahm er auch an einigen Wettbewerben wie der Planung der neuen Messebauten teil und war für den 1942 fertiggestellten Umbau des Degussa-Stammhauses in Wien verantwortlich. 1940 übernahm er das Büro seines politisch verfolgten Kollegen Wilhelm Baumgarten. Wie dessen Gattin im Jahr 1945 bestätigte, erfolgte die Übernahme auf persönlichen Wunsch Baumgartens.
Ab 1945 übernahm Hetmanek die stellvertretende Leitung des Baueinsatzstabes zur Behebung von Kriegsschäden. 1948 erfolgte gemeinsam mit Carlos Riefel und Rudolf Pleban der Umbau des linken Flügels des Künstlerhauses in ein Kino. Ab dem Jahr 1949 erhielt er von der Stadt Wien mehrere Aufträge für die Errichtung und den Wiederaufbau mehrere Wohnhausanlagen und konnte damit an die Erfolge der Zwischenkriegszeit anschließen. Architektonisch lässt sich allerdings kein Zusammenhang zu den Projekten der 1920er-Jahre ablesen.
Von 1956 bis 1957 leitete er die Restaurierung des Vordaches der Steinhofkirche von Otto Wagner und stellte im Jahr 1961 sein privates Wochenendhaus in Puchberg am Schneeberg fertig. Von 1956 bis 1962 war er für den Wiederaufbau und Umbau der Theresianischen Akademie verantwortlich. Hetmanek verstarb 1962 vor Abschluss der Bauarbeiten, die in weiterer Folge von Erich Schlöss fertiggestellt wurden.

## Privat
In erster Ehe war Hetmanek von 1923 bis 1931 mit Rudolfine Hetmanek, geb. Römer (* 17. April 1893; † 15. Januar 1945) verheiratet; der gemeinsame Sohn Herbert Hetmanek (* 17. Dezember 1925) fiel 1945 im Zweiten Weltkrieg. In zweiter Ehe heiratete er Margarethe Hetmanek, geb. Schramm, verw. Pardy (* 24. April 1903). Er wurde am Wiener Zentralfriedhof bestattet. Das Grab ist bereits aufgelassen.

## Werkverzeichnis
Alland
- 1947: Lungenheilanstalt

Budapest
- 1956: Messepavillon

Debrecen
- o. J. Messebauten

Frýdek-Místek
- 1920: Innenraumgestaltung Wohnung Elzer

Klosterneuburg
- 1953: Umbau des Hauses Ubald-Kosersitz-Gasse

Mannersdorf
- 1924: Umbau des Pfarrhofes in Rathaus (mit Franz Kaym)
- 1924: Elektrizitätswerk
- 1929: Volksschule
- 1930: Schwimm-, Luft- und Sonnenbad

Moosbrunn
- 1925: Arbeiterkolonie der Glasfabrik (mit Kaym)
- 1926: Ofenhalle der Glasfabrik

Nußbach an der Krems
- 1959: Umbau „Dippethub“

Ostrava
- 1928: Wohn- und Geschäftshaus (mit Kaym)
- 1929: Grabmal der Familie Kidery (mit Kaym), Bildhauer F. Opitz

Puchberg am Schneeberg
- 1961: Wochenendhaus Hetmanek

Sigleß
- 1926: Volksschule (mit Kaym)

Sieggraben
- 1928: Volksschule (mit Kaym)

Villach
- 1920: Innenraumgestaltung Büro Felder

Wasenbruck
- 1925: Kindergarten

Wien
- 1920: Medizinische Kliniken
- 1921: Haus Wechsberg (mit Kaym)
- 1922: Siedlungsanlage „Trautes Heim“ (mit Kaym)
- 1922: Siedlungsanlage Elisabethallee (mit Kaym)
- 1922: Innenraumgestaltung Wohnung K.
- 1923: Siedlungsanlage Weißenböckstraße (mit Kaym)
- 1923: Volkswohnhaus Feldgasse (mit Kaym)
- 1924: Schwimm-, Luft- u. Sonnenbad Liesing
- 1924: Haus Neuhold (mit Kaym)
- 1924: Wohnhaus Liesing (mit Kaym)
- 1925: Wohnhausanlage „Karl-Höger-Hof“ (mit Kaym und Hugo Gorge)
- 1925: Siedlungsanlage Schlöglgasse (mit Kaym)
- 1926: Innenraumgestaltung Wohnung H.
- 1927: Wohnhausanlage „Friedrich-Engels-Hof“ (mit Kaym)
- 1927: Umbau Villa Braunschweig/Braunschweigschlößl (mit Kaym)
- 1929: Erweiterungsbau der Fabrik „Kores“
- 1930: Innenraumgestaltung Büro G. (mit Hochner)
- 1931: Siedlung „Am Flötzersteig“ (mit Kaym)
- 1933: Siedlungsanlage „Am Spiegelgrund“ (mit Kaym)
- 1933: Miethaus Lazarettgasse (mit Kaym)
- 1936: Gedenktafel für die Gewinner des Olympischen Kunstwettbewerbes am Künstlerhaus
- 1942: Umbau des Degussa-Stammhauses
- 1946: Dachgeschoßausbau Gottfried-Keller-Gasse
- 1946: Innenraumgestaltung Milchgeschäft Bakovsky
- 1947: Dachgeschoßausbau Grabenhof
- 1949: Künstlerhaus-Kino (mit Rieffel und Pleban)
- 1951: Wiederaufbau des Wohnhaus Dionysius-Andrassy-Straße
- 1951: Wohnhausanlage Untere Weißgerberstraße 53–59
- 1953: Wiederaufbau des Wohnhaus Leebgasse
- 1954: Wiederaufbau des Wohnhaus Rudolfinergasse
- 1956: Wiederaufbau des Wohnhaus Silbergasse/Rudolfinergasse
- 1956: Wohnhaus Lambrechtsgasse
- 1957: Wohnhausanlage Matschgasse (Bauteile 2 und 3)
- 1957: Restaurierung des Vordaches der Steinhofkirche
- 1957: Wohnhausanlage Hofmannsthalgasse (mit Osika, Pongracz, Prutscher und Urbanek)
- 1958: Haus Havlicek
- 1962: Wiederaufbau der Theresianischen Akademie (Bauteile 1–4)
- 1962: Umbau des Reitschultraktes des Theresianums
- 1962: Wohnhausanlage Reizenpfenniggasse

Żywiec
- 1928: Innenraumgestaltung Wohnung K.

## Schriften
- mit Franz Kaym: Wohnstätten für Menschen, heute und morgen. Wien, Leipzig 1919.
- mit Franz Kaym: Wiener Architekten, Franz Kaym – Alfons Hetmanek. Elbemühl, Wien, Leipzig 1931.
- mit Franz Kaym: Ratschläge für die Einrichtung von Apartments. Wien o. J.